# Los Pilares, Nuevo León
Los Pilares är en ort i Mexiko.   Den ligger i kommunen Salinas Victoria och delstaten Nuevo León, i den centrala delen av landet, 700 km norr om huvudstaden Mexico City. Los Pilares ligger 432 meter över havet och antalet invånare är 496.
Terrängen runt Los Pilares är platt. Runt Los Pilares är det mycket tätbefolkat, med 1 361 invånare per kvadratkilometer. Närmaste större samhälle är San Nicolás de los Garza, 19,9 km söder om Los Pilares. Trakten runt Los Pilares består i huvudsak av gräsmarker.